# Campeonato Mundial de Voleibol Femenino Sub-18 de 1991
El II Campeonato Mundial de Voleibol Femenino Sub-18 se celebró en Portugal del 7 de diciembre al 14 de diciembre de 1991. Fue organizado por la Federación Internacional de Voleibol. El campeonato se jugó en la subsede de Lisboa.

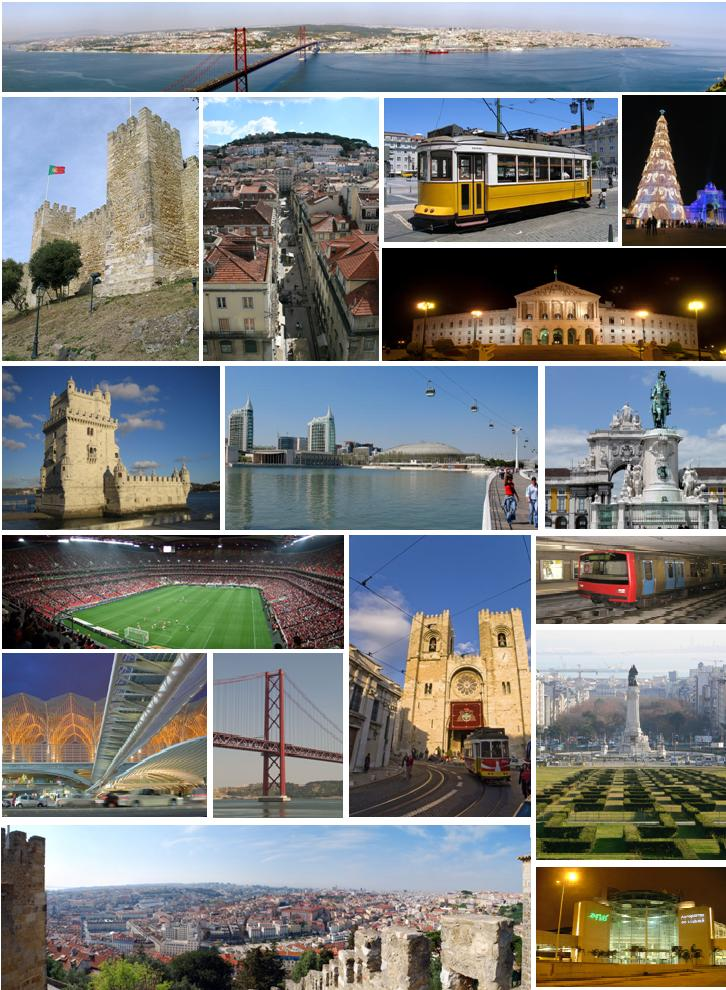
Lisboa Sede del II Campeonato Mundial de Voleibol Femenino Sub-18

## Fase final

### 1° Puesto
| Fecha    | Encuentro              | Resultado | Set   | Set   | Set   | Set | Set | Puntuación total |
| Fecha    | Encuentro              | Resultado | 1     | 2     | 3     | 4   | 5   | Puntuación total |
| -------- | ---------------------- | --------- | ----- | ----- | ----- | --- | --- | ---------------- |
| 14-12-91 | Corea del Sur - Brasil | 3-0       | 15-13 | 15-11 | 15-06 |     |     | 45-30            |

### 3° Puesto
| Fecha    | Encuentro               | Resultado | Set   | Set   | Set   | Set   | Set | Puntuación total |
| Fecha    | Encuentro               | Resultado | 1     | 2     | 3     | 4     | 5   | Puntuación total |
| -------- | ----------------------- | --------- | ----- | ----- | ----- | ----- | --- | ---------------- |
| 14-12-91 | Unión Soviética - Japón | 3-1       | 15-06 | 14-16 | 15-12 | 16-14 |     | 60-48            |

## Podio
| Korea    |
| 1º Lugar |
| Korea    |

## Clasificación general
| Pos | Equipo          |
| --- | --------------- |
| 1   | Korea           |
| 2   | Brasil          |
| 3   | Unión Soviética |
| 4   | Japón           |
| 5   | Checoslovaquia  |
| 6   | Bulgaria        |
| 7   | Argentina       |
| 8   | Rumania         |
| 9   | Polonia         |
| 10  | Puerto Rico     |
| 11  | Portugal        |
| 12  | Argelia         |

| Predecesor: Brasil 1989 | Campeonato Mundial de Voleibol Femenino Sub-18 Portugal 1991 | Sucesor: Eslovaquia 1993 |

- Datos: Q2954057